# Tecolote

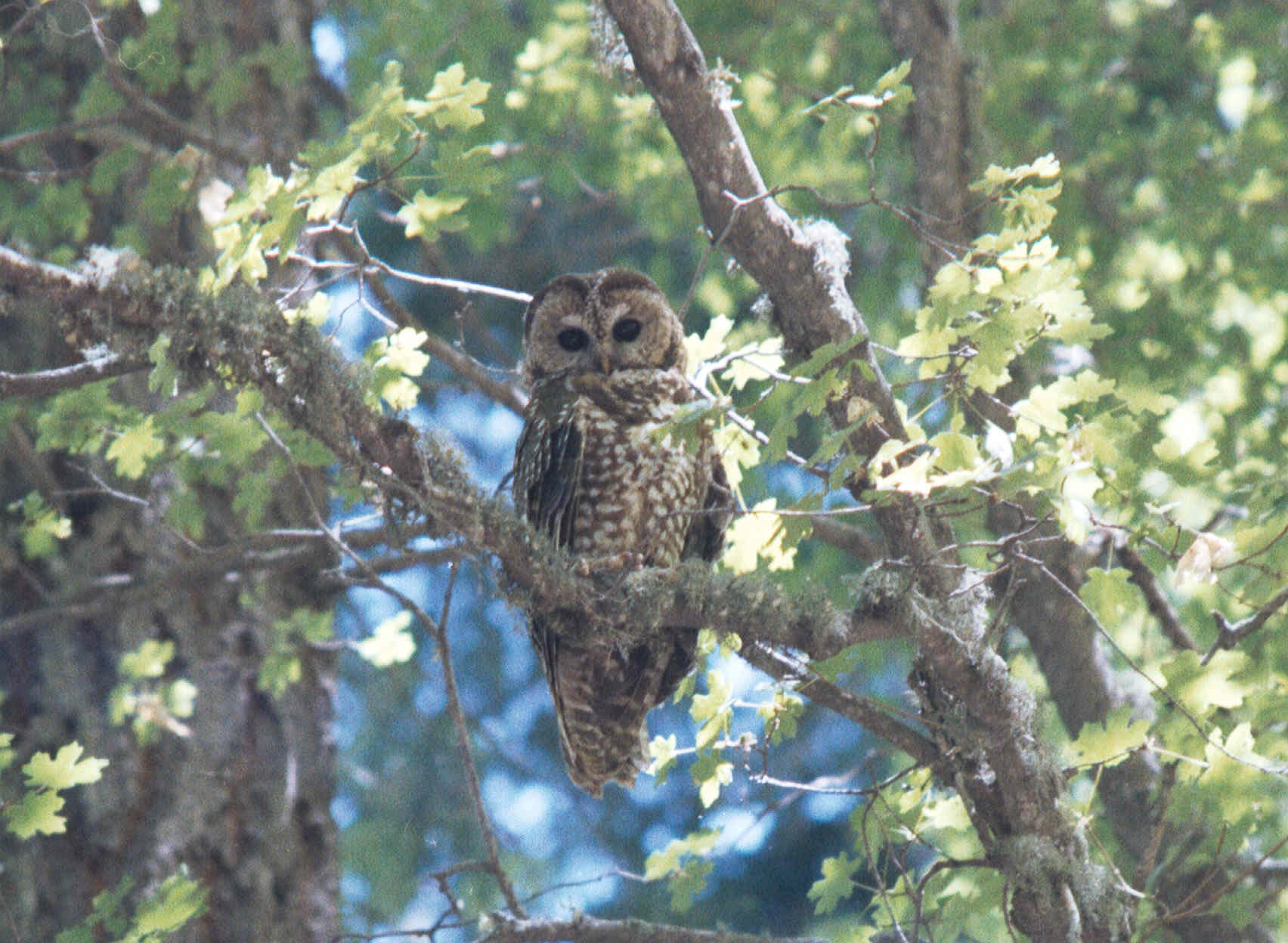
Tecolote moteado mexicano (Strix occidentalis lucida)

El término tecolote es el nombre común en México, El Salvador, Guatemala, Honduras, y Nicaragua de varias aves de la familia Strigidae, del orden de las estrigiformes o aves rapaces nocturnas. El nombre viene del náhuatl tecolotl. Los tecolotes o especies afines son llamadas en otros países "mochuelos" (Strigidae), "autillos" (género Otus), "caburés" (Glaucidium), "cárabos" (Strix), "chunchos" (Glaucidium) y "concones" (Strix) y, de forma más genérica, pueden ser considerados búhos pequeños.
El tecolote tiene un significado especial entre las culturas mesoamericanas, ya que al ser un ave nocturna se le relacionaba con los dioses del inframundo sin inframundo. Además se le atribuía el poder de encantar a las personas, y de ver lo que estaba oculto, por su capacidad de ver en la oscuridad. Se creía además que era un ave de mal agüero, que predecía el destino, y que era un mensajero del inframundo.

## Especies
La mayoría de las especies cuyo nombre común incluye la palabra tecolote son oriundas de México, Estados Unidos y Canadá.
Algunas especies llamadas por este nombre son:
Subfamilia Surniinae
- Género Aegolius
  - Aegolius ridgwayi, tecolote canelo[1]
  - Aegolius acadicus, tecolote-abetero norteño[2]
- Género Athene
  - Athene (Speotyto) cunicularia, tecolote llanero[1] o tecolote zancón
- Género Glaucidium
  - Glaucidium brasilianum, tecolotito común[2]
  - Glaucidium californicum, tecolotito californiano
  - Glaucidium cobanense, tecolote guatemalteco
  - Glaucidium gnoma, tecolote serrano,[1] tecolotito serrano[2]
  - Glaucidium hoskinsii, tecolote del cabo[3] o tecolote bajeño,[1]
  - Glaucidium minutissimum, tecolote pigmeo minor[1]
  - Glaucidium palmarum, tecolote colimense[3]
  - Glaucidium sanchezi, tecolote tamaulipeco[3]
- Género Micrathene
  - Micrathene whitneyi, tecolotito enano,[2] tecolote enano[3]
  - Micrathene whitneyi graysoni, tecolote enano[1]

Subfamilia Striginae
- Género Otus
  - Otus asio, tecolote oriental[1][2]
  - Otus barbarus, tecolote barbudo[2][3][1]
  - Otus cooperi, tecolote de Cooper[3]
  - Otus flammeolus, tecolote flameado,[2] tecolote ojo oscuro[3] o tecolote ojioscuro serrano
  - Otus guatemalae, tecolote vermiculado[1]
  - Otus kennicottii, tecolote occidental[2]
  - Otus seductus, tecolote del Balsas[3][1]
  - Otus trichopsis, tecolote bigotudo[2]
- Género Strix
  - Strix occidentalis, tecolote californiano
    - Strix occidentalis lucida, tecolote moteado mexicano.

En México algunas de las especies de tecolote están protegidas por ser raras, por estar amenazadas o porque están en peligro de extinción.

## Superstición
El tecolote desde la época prehispánica era considerado por los pueblos indígenas como signo de la muerte y de los malos presagios, representando en la mayoría de las culturas del México y Guatemala antiguo a varios dioses, principalmente del inframundo. Debe de especificarse que para las culturas mesoamericanas el inframundo no necesariamente representa algo maligno, sino simplemente algo que puede ser indeseable, como la muerte.
Incluso existe en México el refrán "Cuando el tecolote canta, el indio muere". Otro dicho similar dice "Cantarle a uno el tecolote", que significa que la muerte está cerca.
Entre los indígenas aguacatecos existe la creencia popular que cuando un tecolote canta cerca de una casa, un integrante de la familia tiene que regañarlo y pedirle que se aleje con un rezo para evitar la muerte de alguien.
En la cultura popular y el folclore de la mayor parte del territorio mexicano, se cree que las brujas, por medio del nahualismo, tienen la capacidad de transformarse en tecolotes para "velar el sueño de sus víctimas" durante la noche y potenciar el daño hecho por medio de su magia negra; además de utilizar esta forma para secuestrar niños, los cuales sacrifican en honor a sus dioses o para robarles la energía vital. También se cree que cuando la bruja está transformada en tecolote emite unos agudos silbidos, que si le son contestados con silbidos se le atrae, y en cambio puede alejársele gritándole "ven por chile y sal", además de ser vulnerable a un exorcismo cristiano llamado "Las Doce Verdades".

## El tecolote en la cultura popular
El tecolote ha estado siempre presente en la cultura popular mexicana; en expresiones como canciones y poemas escritos con referencia al tecolote, como mascota de equipos deportivos y de escuelas, nombre de periódicos, cafés, teatros, editoriales y grupos musicales, seudónimos de escritores, y como el nombre de un conocido chocolate en la década de los setenta.
También le da nombre a algunos lugares de México y de los Estados Unidos, como poblados, cerros y arroyos. Y como no, la mascota de la empresa Sanborns. Los cuales son 3 tecolotes de diferente tamaño.

### Equipos deportivos
Varios equipos deportivos han tomado el nombre del ave:
- Los Tecolotes de Nuevo Laredo es un equipo de la Liga Mexicana de Béisbol con sede en Nuevo Laredo, Tamaulipas, México.
- Los Tecolotes de la UAG es un equipo de la Liga Nacional de Baloncesto Profesional con sede en Guadalajara, Jalisco, México.
- Tecos Fútbol Club, es un equipo de fútbol profesional que representa a la Universidad Autónoma de Guadalajara, jugó en la Primera División de México y actualmente milita en la Tercera División de México.